# Tycho Ödberg
Bror Tycho Axel Ödberg, född 24 maj 1865 i Stockholm, död 10 juni 1943 i Stockholm, var en svensk målare, tecknare och grafiker.
Han var från 1896 gift med Emma Hedvig af Forselles född Jakobsson men äktenskapet upplöstes genom skilsmässa. Ödberg reste i slutet av 1880-talet till Frankrike och studerade konst en tid vid Académie Julian 1888. Efter återkomsten till Sverige studerade han vid Konstakademien i Stockholm 1891–1897 och han deltog även i den Tallbergska etsningskursen. Tillsammans med Nils Rubendal genomförde han en retrospektiv utställning på Josefsons konsthall i Stockholm 1933 där de äldsta verken var målade i Frankrike på 1880-talet. Han medverkade i Sveriges allmänna konstförenings höstsalong på Liljevalchs konsthall 1926.
Som konstnär gjorde ha sig främst känd som Stockholmsskildrare men han utförde även landskapsskildringar från bland annat västkusten. Han var en flitigt anlitad illustratör och medverkade med skämtteckningar under signaturen Tyx i bland annat Kasper och Nya Nisse. Ödberg är representerad vid Nationalmuseum, Stockholms stadsmuseum, Uppsala universitetsbibliotek, Stockholms stadshus och Göteborgs historiska museum.